# Ambroz (Madrid)
Ambroz fue el nombre de un barrio de Madrid ubicado en el distrito de Vicálvaro. En 2017, al redelimitarse internamente el distrito, el ámbito de Ambroz fue incluido dentro del barrio de Casco Histórico de Vicálvaro.
El barrio tomó su nombre de una antigua localidad existente en las proximidades y que, ya en el diccionario geográfico de Pascual Madoz (1846-1850) se describía como un despoblado, cuya parroquia se denominaba San Benito Abad (en la parroquia histórica de Santa María de la Antigua de Vicálvaro, se conservan restos de esta antigua iglesia). Las últimas ruinas que quedaban en pie de este pueblo fueron destruidas en las obras de la Autopista Radial 3.

## Límites
El barrio de Ambroz estaba situado en el noroeste del también actual distrito de Vicálvaro. Limitaba al sur con el barrio del Casco Histórico de Vicálvaro, al este con el municipio de Coslada, al norte con el distrito de San Blas-Canillejas, al oeste con el distrito de Moratalaz.